# Compsiluroides flavipalpis
Compsiluroides flavipalpis är en tvåvingeart som beskrevs av Louis-Paul Mesnil 1957. Compsiluroides flavipalpis ingår i släktet Compsiluroides och familjen parasitflugor. Inga underarter finns listade i Catalogue of Life.